# Umar Sadiq
Umar Sadiq Mesbah (Kaduna, 2 de fevereiro de 1997) é um futebolista nigeriano que atua como atacante. Atualmente joga no Valencia, emprestado pela Real Sociedad. 

## Carreira
Umar Sadiq fez parte do elenco da Seleção Nigeriana de Futebol nas Olimpíadas de 2016.